# Karl Gustav Bonuvier
Karl Gustav Bonuvier (även Bonnevier och Bonviér), född 21 september 1776, död augusti 1858 i Fredrikshamn, var en svensk skådespelare och teaterdirektör verksam i Sverige och Finland.
Han var 1796–1799 anställd vid Munkbroteatern, där han bland annat spelade älskaren i Den dubbla intrigen av Dumaniant. Han spelade sedan för Johan Peter Lewenhagen, hans frus svåger, och på Djurgårdsteatern innan han 1812 reste över till Finland med Bonuvier-Gellerstedtska truppen. I truppen ingick förutom Bonuvier makarna excercitiemästaren Otto Gellerstedt och dansösen samt sångerskan Anna Johanna Gellerstedt, vilka redan tidigare hade turnerat i Finland med seuerlingska privilegierna.
1813 övertog han privilegierna av Margareta Seuerling och grundade en egen trupp som var verksam 1813–27. Han blev bofast i Finland och lät uppföra landets första teaterhus i Åbo 1817 vid Nytorget (idag Salutorget). Bonuviers teater, som var byggt i trä och hade 700 åskådarplatser, brann dock ned vid Åbo brand 1827.
Branden ödelade Bonuviers finanser och han gjorde sedermera endast gästspel i andras trupper, bl. a. Carl Wilhelm Westerlunds och arrenderade eventuellt sitt privilegium åt besökande trupper. Zacharias Topelius såg honom spela ännu i februari 1838, men för övrigt är uppgifterna om hans förehavanden på äldre dagar rätt sparsamma. Han dog i Fredrikshamn 1858, där hans dotter Jacobina Christina, gift med justitierådmannen Per Evert Öhmann, bodde.
Han var gift 1:o med skådespelaren Ulrica Sofia Björling (1778–1809) och 2:o med skådespelaren Maria Christina Widbom (1791–1825).